# Slavic Cup w biegach narciarskich 2017/2018
Slavic Cup w biegach narciarskich 2017/2018 – kolejna edycja tego cyklu zawodów. Rywalizacja rozpoczęła się 16 grudnia 2017 r. w słowackiej miejscowości Szczyrbskie Jezioro, a zakończyła się 18 marca 2018 r. w Kremnicy Skalkiej.
Obrońcami tytułu wśród kobiet była Polka Urszula Łętocha natomiast u mężczyzn był Czech Adam Fellner.

## Kalendarz i wyniki

### Kobiety
| Lp  | Data            | Miejscowość         | Dystans                          | 1. miejsce        | 2. miejsce        | 3. miejsce       |
| --- | --------------- | ------------------- | -------------------------------- | ----------------- | ----------------- | ---------------- |
| 1.  | 16 grudnia 2017 | Szczyrbskie Jezioro | sprint s. klasycznym             | Kateryna Serdiuk  | Tetiana Antypenko | Maryna Ancybor   |
| 2.  | 17 grudnia 2017 | Szczyrbskie Jezioro | 7,5 km s. dowolnym               | Tetiana Antypenko | Maryna Ancybor    | Kateryna Serdiuk |
| 3.  | 29 grudnia 2017 | Szczyrbskie Jezioro | sprint s. dowolnym               | Justyna Kowalczyk | Ewelina Marcisz   | Sylwia Jaśkowiec |
| 4.  | 30 grudnia 2017 | Szczyrbskie Jezioro | 10 km s. klasycznym              | Justyna Kowalczyk | Ewelina Marcisz   | Sylwia Jaśkowiec |
| 5.  | 3 marca 2018    | Wisła               | Sprint s. klasycznym             | Eliza Rucka       | Justyna Stefaniuk | Weronika Kaleta  |
| 6.  | 4 marca 2018    | Wisła               | 10 km s. dowolnym                | Eliza Rucka       | Agata Warło       | Urszula Łętocha  |
| 7.  | 17 marca 2018   | Zakopane            | 5 km s. klasycznym               | Odwołano          | Odwołano          | Odwołano         |
| 8.  | 18 marca 2018   | Zakopane            | 10 km s. dowolnym                | Odwołano          | Odwołano          | Odwołano         |
| 9.  | 17 marca 2018   | Kremnica Skalka     | sprint s. klasycznym             | Alena Procházková | Eliza Rucka       | Urszula Łętocha  |
| 10. | 18 marca 2018   | Kremnica Skalka     | 10 km s. dowolnym (start masowy) | Alena Procházková | Eliza Rucka       | Urszula Łętocha  |

### Mężczyźni
| Lp  | Data            | Miejscowość         | Dystans                          | 1. miejsce       | 2. miejsce        | 3. miejsce          |
| --- | --------------- | ------------------- | -------------------------------- | ---------------- | ----------------- | ------------------- |
| 1.  | 16 grudnia 2017 | Szczyrbskie Jezioro | sprint s. klasycznym             | Peter Mlynár     | Ołeksij Krasowski | Miroslav Šulek      |
| 2.  | 17 grudnia 2017 | Szczyrbskie Jezioro | 10 km s. dowolnym                | Peter Mlynár     | Andriej Orlyk     | Ołeksij Krasowski   |
| 3.  | 29 grudnia 2017 | Szczyrbskie Jezioro | sprint s. dowolnym               | Kamil Bury       | Dominik Bury      | Jan Antolec         |
| 4.  | 30 grudnia 2017 | Szczyrbskie Jezioro | 15 km s. klasycznym              | Juryj Astapienka | Dominik Bury      | Siarhiej Dalidowicz |
| 5.  | 3 marca 2018    | Wisła               | Sprint s. klasycznym             | Mateusz Haratyk  | Andrej Segeč      | Kacper Antolec      |
| 6.  | 4 marca 2018    | Wisła               | 15 km s. dowolnym                | Mateusz Haratyk  | Ján Koristek      | Kacper Antolec      |
| 7.  | 17 marca 2018   | Zakopane            | 10 km s. klasycznym              | Odwołano         | Odwołano          | Odwołano            |
| 8.  | 18 marca 2018   | Zakopane            | 15 km s. dowolnym                | Odwołano         | Odwołano          | Odwołano            |
| 9.  | 17 marca 2018   | Kremnica Skalka     | sprint s. klasycznym             | Kamil Bury       | Peter Mlynár      | Mateusz Haratyk     |
| 10. | 18 marca 2018   | Kremnica Skalka     | 15 km s. dowolnym (start masowy) | Peter Mlynár     | Kacper Antolec    | Paweł Klisz         |

## Klasyfikacje
| Lp. | Zawodniczka        | Punkty |
| --- | ------------------ | ------ |
| 1.  | Eliza Rucka        | 436    |
| 2.  | Urszula Łętocha    | 270    |
| 3.  | Alena Procházková  | 250    |
| 4.  | Aneta Smerčiaková  | 203    |
| 5.  | Justyna Kowalczyk  | 200    |
| 6.  | Klaudia Kołodziej  | 198    |
| 7.  | Zuzana Šefčíková   | 191    |
| 8.  | Tetiana Antypenko  | 180    |
| 9.  | Agata Warło        | 169    |
| 10. | Rebeka Gabčíková   | 162    |
| 11. | Ewelina Marcisz    | 160    |
| 11. | Kateryna Serdiuk   | 160    |
| 13. | Weronika Kaleta    | 145    |
| 14. | Maryna Ancybor     | 140    |
| 15. | Barbora Klementová | 127    |

| Lp. | Zawodnik           | Punkty |
| --- | ------------------ | ------ |
| 1.  | Peter Mlynár       | 380    |
| 2.  | Mateusz Haratyk    | 377    |
| 3.  | Andrej Segeč       | 343    |
| 4.  | Kacper Antolec     | 293    |
| 5.  | Kamil Bury         | 274    |
| 6.  | Miroslav Šulek     | 221    |
| 7.  | Dominik Bury       | 160    |
| 8.  | Ján Koristek       | 150    |
| 8.  | Rudolf Michalovský | 150    |
| 10. | Ołeksij Krasowski  | 140    |
| 11. | Paweł Klisz        | 139    |
| 12. | Andriej Orlyk      | 130    |
| 13. | Jan Mikuś          | 127    |
| 14. | Wiktor Czaja       | 114    |
| 15. | Jan Bartoň         | 108    |